# Слесаренко Олена Володимирівна
Олена Вікторівна Слесаренко (нар. 28 лютого 1982, Волгоград, Російська РФСР) — російська легкоатлетка, що спеціалізується на стрибках у висоту, олімпійська чемпіонка 2004 року, дворазова чемпіонка світу в приміщенні. Заслужений майстер спорту Росії.

## Біографія

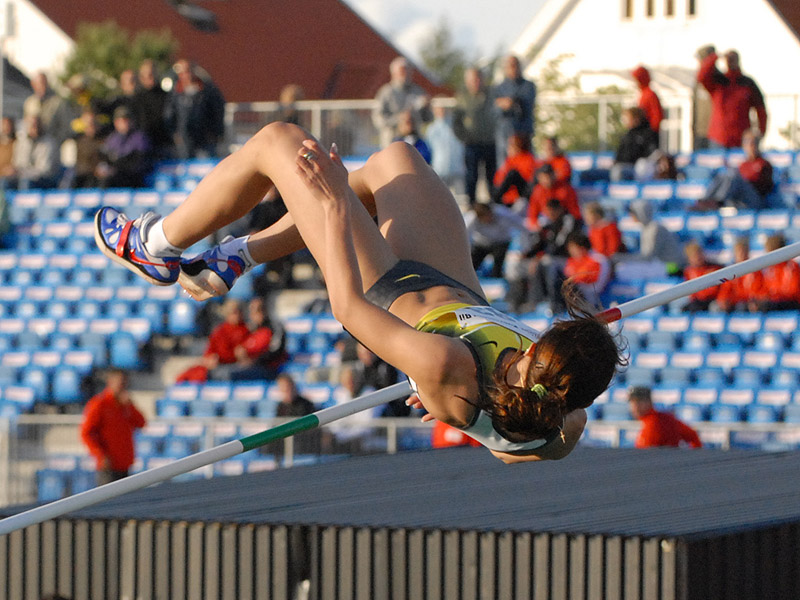
Олена Слесаренко у стрибку (2007 рік)

Олена Слесаренко народилася 28 лютого 1982 року в місті Волгоград. В 11 років почала займатися легкою атлетикою в СДЮШОР № 10, де займалася у Марини Опанасенко. Згодом її тренером став Борис Горьков, під керівництвом якого добилася найбільших успіхів. На змаганнях Слесаренко представляла клуб «ЦСКА».
Перший успіх до спортсменки прийшов у 2002 році, ставши чемпіонкою Росії. Брала участь в змаганнях молодших вікових груп, ставши у 2003 році срібною призеркою чемпіонату Європи серед молоді, а також стала бронзовою призеркою Універсіади. У 2004 році провела найкращий період у своїй кар'єрі. Спершу вона стала чемпіонкою світу в приміщенні, стрибнувши 2.04 м. Поїхала на Олімпійські ігри в Афіни, де брала кожну висоту з першої спроби. Слесаренко дійшла до висоти 2.06 м, яку також взяла з першої спроби, що стало новим рекордом Росії (попередній тримався з 1984 року), а також встановивши новий олімпійський рекорд. Після цього пробувала також побити світовий рекорд болгарської спортсменки Стефки Костадінової (2.09 м), але три спроби на висоті 2.10 м, були невдалими.
Наступний сезон через травми у спортсменки через травми виявився невдалим. Вона була заявлена на чемпіонат світу, але була змушена знятися зі змагань. Повернулася до змагань з перемоги на домашньому чемпіонаті світу в приміщенні. На своєму дебютному чемпіонат Європи взяла планку на висоті 1.99 м, ставши п'ятою у фіналі. У 2007 році дебютувала також і на чемпіонаті світу, стрибунувши висоту 2.00 м, зупинившись за крок до п'єдесталу. Олімпійський сезон почала зі срібної медалі на чемпіонаті світу в приміщенні, поступившись лише Бланці Влашич. На Олімпійських іграх у Пекіні Слесаренко впевнено пройшла кваліфікацію. У фіналі вона до останнього боролася зі своєю колегою по команді Ганною Чичиревою за бронзову медаль. Їй не вдалося взяти висоту 2.03 м з першої спроби, що позбавило спортсменку можливості стати призеркою змагань.
Протягом наступного олімпійського циклу травми продовжували переслідувати спортсменку. Вона перенесла дві операції у 2010 році. Також вирішила змінити тренера та почала співпрацю з іменитим російським тренером Євгенієм Загорулько. На чемпіонаті світу 2011 року знову посіла четверте місце, стрибнувши 1.97. Окрім цього у сезоні 2011 році зуміла стати бронзовою призеркою серії Діамантової ліги. Виступити на своїх третіх Олімпійських іграх, що відбувалися у Лондоні, Слесаренко не вдалося. Останнім великим турніром у кар'єрі спортсменки став домашній чемпіонат світу в 2013 році, де вона не зуміла пройти кваліфікацію (стрибнула 1.83 м). Згодом після цього вирішила завершити кар'єру.
У листопаді 2016 року рішенням МОК була позбавлена 4 місця Олімпійських ігор у Пекіні. Причиною цього стало виявлення у ході перепровірки допінгових проб спортсменки забороненої речовини туринабола. Спортивний арбітражний суд (CAS) дискваліфікував спортсменку на чотири роки, починаючи з 6 жовтня 2016 року. Окрім цього усі результати спортсменки, які вона показала у період з 23 серпня 2008 року по 22 серпня 2012 року були анульовані.

## Кар'єра
| Рік               | Змагання                         | Місто                | Місце             | Примітки          |
| Представник Росія | Представник Росія                | Представник Росія    | Представник Росія | Представник Росія |
| ----------------- | -------------------------------- | -------------------- | ----------------- | ----------------- |
| 2001              | Чемпіонат Європи серед юніорів   | Гроссето, Італія     | 4                 | 1.88 м            |
| 2002              | Чемпіонат Європи в приміщенні    | Відень, Австрія      | 5                 | 1.90 м            |
| 2003              | Чемпіонат Європи серед молоді    | Бидгощ, Польща       | 2                 | 1.96 м            |
| 2003              | Універсіада                      | Тегу, Південна Корея | 3                 | 1.94 м            |
| 2004              | Чемпіонат світу в приміщенні     | Будапешт, Угорщина   | 1                 | 2.04 м            |
| 2004              | Олімпійські ігри                 | Афіни, Греція        | 1                 | 2.06 м            |
| 2004              | Всесвітній легкоатлетичний фінал | Монте-Карло, Монако  | 1                 | 2.01 м            |
| 2005              | Чемпіонат світу                  | Гельсінкі, Фінляндія | —                 | DNS               |
| 2006              | Чемпіонат світу в приміщенні     | Москва, Росія        | 1                 | 2.02 м            |
| 2006              | Чемпіонат Європи                 | Гетеборг, Швеція     | 5                 | 1.99 м            |
| 2006              | Всесвітній легкоатлетичний фінал | Штутгарт, Німеччина  | 4                 | 1.94 м            |
| 2007              | Чемпіонат світу                  | Осака, Японія        | 4                 | 2.00 м            |
| 2007              | Всесвітній легкоатлетичний фінал | Штутгарт, Німеччина  | 4                 | 1.94 м            |
| 2008              | Чемпіонат світу в приміщенні     | Валенсія, Іспанія    | 2                 | 2.02 м            |
| 2008              | Олімпійські ігри                 | Пекін, Китай         | 4                 | 2.01 м            |
| 2008              | Всесвітній легкоатлетичний фінал | Штутгарт, Німеччина  | 6                 | 1.94 м            |
| 2009              | Чемпіонат світу                  | Берлін, Німеччина    | 10                | 1.92 м            |
| 2011              | Чемпіонат світу                  | Тегу, Південна Корея | 4                 | 1.97 м            |
| 2011              | Діамантова ліга                  | Діамантова ліга      | 3                 | деталі            |
| 2013              | Чемпіонат світу                  | Москва, Росія        | 20 (кв.)          | 1.83 м            |